# Warhammer 40.000: Dawn of War II Retribution
Warhammer 40,000: Dawn of War II - Retribución es la segunda expansión independiente para el videojuego Warhammer 40,000: Dawn of War II, y es parte del serie de videojuegos de estrategia en tiempo real Warhammer 40,000: Dawn of War. Ambientada en el universo ficticio de Warhammer 40,000 de Games Workshop, la campaña para un jugador se puede jugar con múltiples razas.
La Guardia Imperial se presenta como una nueva raza, y todas las facciones, incluidas las del juego original y la primera expansión (los Eldar, los Marines Espaciales, el Caos, los Orkos y los Tiránidos) se pueden jugar en un solo jugador.

## Desarrollo
El 15 de septiembre de 2010, Relic Entertainment anunció que Retribution dejaría de utilizar la plataforma multijugador Games for Windows - LIVE, en favor de usar Steamworks como plataforma principal y única. La nueva plataforma multijugador no se comunica con la antigua plataforma LIVE. Esto hace que el juego sea completamente independiente con todas las razas incluidas (a diferencia de Chaos Rising, que requirió que el Dawn of War II original estuviese instalado para usar las cuatro razas originales en multijugador). En términos de trama, dos personajes jugables (Cyrus y Tarkus) han sido transferidos de las campañas originales. Se desarrolló un nuevo servicio de emparejamiento multijugador para Retribution. La adición de Steamworks también permite invitar a amigos de Steam directamente a partidas multijugador, así como a juegos de fin de semana multijugador gratuitos y a un proceso de parcheo mucho más rápido.
Hubo especulaciones de que la nueva raza jugable sería la Guardia Imperial y/o la Inquisición, debido a la "I" de tres líneas de la Inquisición utilizada en la palabra "Retribución" en el avance del videojuego; Además, el ícono de la lista de deseos de la expansión en el sistema Steam presenta a una Mujer Inquisidora de Cazadores de Brujas. El 21 de diciembre de 2010, la revista alemana de videojuegos Gamestar reveló que la nueva raza sería la Guardia Imperial.
Se lanzó una versión beta multijugador del videojuego en Steam el 1 de febrero de 2011 y finalizó el 25 de febrero.

## Campaña
Dawn of War II: Retribution ofrece una campaña para cada raza, incluida la Guardia Imperial. La campaña tiene lugar en el subsector Aurelia, que apareció en los dos juegos anteriores. Los mundos incluyen el mundo de la jungla Typhon Primaris, el mundo desértico de Calderis y el mundo de la colmena Meridian de Dawn of War II ; el mundo ártico de Aurelia y la nave abandonada llamada el Juicio de la Carroña de Chaos Rising; y el mundo muerto de Cirene, mencionado en el original Dawn of War como sometido a un Exterminatus (completa esterilización de toda la vida en un planeta corrompido por el Caos o influencias extraterrestres) por el Capitán de los Cuervos Sangrientos Gabriel Angelos.

### Ambientación
Dawn of War II: Retribution tiene lugar diez años después de los eventos de Chaos Rising. El subsector Aurelia ahora está sufriendo un gran conflicto entre los piratas Orkos llamado Freebootaz dirigidos por Kaptin Bluddflagg para saquear el subsector, la llegada de los Eldar del Mundo Astronave Alaitoc dirigido por Autarch Kayleth para buscar una profecía y recuperar un artefacto antiguo, un Señor de la Colmena Tiránida que busca restaurar los restos de la Flota Colmena Leviatán y el vínculo de la Mente Colmena, los Cuervos Sangrientos que defienden el subsector dirigidos por el Capitán Apolo Diomedes para cazar al Caos, así como investigando a su Maestro de Capítulo, Azariah Kyras, por ser corrompido por el Caos, el regreso de los Marines Espaciales del Caos de la Legión Negra liderados por Eliphas el Heredero para cumplir su promesa a Abaddon el Destructor de aniquilar a los Cuervos Sangrientos, y la recién llegada Guardia Imperial del 8.º Regimiento de Cadia dirigida por el Lord General Castor, actuando un Exterminatus bajo la Inquisitriz Adrastia para investigar la corrupción dentro del subsector Aurelia así como también el Maestro del Capítulo de los Cuervos Sangrientos Azariah Kyras. Estos eventos pueden haber sido causados por las acciones de Gabriel Angelos (del juego original Dawn of War) cuando destruyó el Maledictum, una piedra del Caos que contiene la esencia atada de un demonio de Khorne, con el martillo "God-Splitter".

### Argumento
El personaje del jugador llega a Typhon Primaris y se enfrenta y lucha contra una facción contraria y derrotando a su líder. (Marines Espaciales contra Caos, Eldar contra Orkos, y Guardia Imperial contra Tiránidos). Se sabe que la Inquisición Imperial ha considerado que el sector está más allá de la redención y que pronto llegará para realizar el Exterminatus en todos los mundos habitables de la zona. Más tarde, se le da al líder de la facción el objetivo de eliminar a Azariah Kyras que tiene la intención de utilizar el inminente Exterminatus como un sacrificio a Khorne y así ascender a demonio. La motivación varía según la facción del jugador, por ejemplo, los Marines Espaciales, la Guardia Imperial y los Eldar desean oponerse al Caos, su antiguo enemigo malvado; los Orkos belicosos simplemente quieren una buena pelea y golpear a los enemigos más fuertes que puedan encontrar; la astilla Tiránida desea invadir el sector y convocar una nueva flota colmena para consumir toda la biomasa; la facción del Caos son rivales de Kyras y desean superarlo. De todos modos, la facción de jugadores considera que Kyras debe morir. El jugador intenta rápidamente asegurar un medio de transporte de Typhon, escapando de un culto local en el camino.
Al llegar a Calderis, el personaje del jugador lucha contra los Marines Espaciales de los Cuervos Sangrientos corruptos por el Caos de Kyras, operando bajo órdenes de purgar el planeta. Después de destruir un portal Warp en Aurelia, la facción se entera de un ataque a Meridian ordenado por Kyras y llega allí matando a los guardias traidores y descubriendo una transmisión de Kyras que revela su ubicación en Typhon.
El personaje del jugador regresa a Typhon Primaris para enfrentarse al propio Kyras, solo para ser emboscado por el Eldar del Mundo Astronave Biel-Tan. Desconfiando de un ritual que están experimentando, el personaje del jugador mata a los Eldar allí. Después de esto, Kyras revela que el ritual Eldar impedía que la flota de la Inquisición Imperial llegara al subsector. La flota de la Inquisición llega, comenzando el Exterminatus en Typhon Primaris. El jugador escapa de Typhon antes de que el Exterminatus termine. Un torpedo ciclónico reduce Typhon a cenizas.
Encontrándose en el casco espacial (un gran conglomerado de detritos dispersos por el espacio que consisten en muchos barcos naufragados) conocido como el Juicio de la Carroña, los personajes del jugador se recuperan y encuentran su determinación para detener a Kyras. Se deduce que se está escondiendo en Cirene, ya que el planeta ya fue sometido a Exterminatus hace décadas, y por lo tanto la Inquisición no viajará allí para realizar Exterminatus nuevamente. En Cyrene, los personajes del jugador lanzan un ataque contra una alianza conjunta de Marines Espaciales del Caos, corruptos Guardias Imperiales y traidores Cuervos Sangrientos al usar su unidad más poderosa contra ellos. Kyras comienza a ascender a señor demonio. Gabriel y su tercera compañía lanzan un ataque contra las fuerzas de Kyras, mientras que la unidad de comando de Gabriel se enfrenta al príncipe demonio mismo; Sin embargo, son derrotados por Kyras. La facción del jugador lanza su propio ataque, finalmente matando a Kyras.

## Finales
Después de la muerte de Kyras, el final del juego dependerá de la raza que el personaje elija:
- El Caos - Eliphas permite que el Exterminatus continúe, sacrificando así el sector a Khorne. Así, el Dios de la sangre le concede ser demonio, usurpando el lugar de Kyras.

- Eldar - Ronahn recupera la Piedra del Espíritu que contiene el espíritu de su hermana gemela, la sacerdotisa Taldeer (capturada por Kyras después de ser asesinado), y decide regresar al Mundo Astronave Ulthwé con ella.

- Guardia Imperial - La Inquisitriz Adrastia vuelve a la Inquisición para suspender el Exterminatus en el subsector de Aurelia, mediante la presentación de la campana psíquica de Kyras, como prueba de que la amenaza ha terminado, mientras que el Lord General de ricino y el sargento mayor Merrick se felicitan unos a otros por sus acciones ejemplares en lugar backhandedly.

- Orkos : la Inquisitriz Adrastia intenta renegar del trato entre ella y Kaptin Bluddflagg con el asesinato. Desafortunadamente, Kaptin Bluddflagg la atrapa con la guardia baja y toma su sombrero, que él quería en su trato. Después de eso, reclama el Juicio de la Carroña como su nuevo Krooza, y lo usa para abandonar el subsector.

- Marines Espaciales : el Capitán Diomedes contacta a la Inquisitriz Adrastia para detener el Exterminatus. El Capítulo es purgado de cualquier mancha de caos restante y Gabriel Angelos, después de haber sido resucitado estando al borde de la muerte y reconstruido con tecnología biónica, es nombrado como el nuevo Maestro de Capítulo. Este parece ser el final canónico, como lo corroboran otros materiales de Warhammer 40,000: un escuadrón de Cuervos Sangrientos aparece en Warhammer 40,000: Space Marine, en el que se menciona su victoria sobre el conflicto en Aurelia; Mientras tanto, el curso exacto de los eventos de la exitosa campaña de Cuervos Sangrientos en Retribution también se menciona en algunas publicaciones (como el suplemento "Deathwatch: Honor the Chapter" de Fantasy Flight Games). En Dawn of War III, el reconstruido Gabriel Angelos regresa como Capitán del Capítulo de los Cuervos Sangrientos y Diomedes fue nombrado Capellán y Jonah Orión fue nombrado Asesor Principal. Mientras tanto, al menos una parte del final de los Eldars se considera canon cuando Ronahn logró recuperar la piedra espiritual de su hermana antes de que Kyras los derribara durante su viaje de regreso a Ulthwé.

- Tiránidos: la fuerza psíquica de la colmena Tiranida convoca una Flota enjambre que lanza un ataque sorpresa y consume todo el subsector, lo que resulta en un índice de bajas del 94% para las fuerzas de la Guardia Imperial y la aniquilación completa de los Cuervos Sangrientos, que se negaron a retirarse.

## Batalla Final
El Señor General Imperial se agrega a la selección actual de héroes de Batalla Final, así como a un nuevo entorno y nuevas oleadas de enemigos. También puede actualizar a todos los héroes anteriores de Dawn of War II y Chaos Rising al importar la cuenta de Games for Windows a la cuenta de Steam.
The Last Standalone es una versión independiente de la versión Retribution del modo Batalla Final. The Last Standalone se lanzó el 20 de abril de 2011 como una compra separada de Steam por $ 9.99 (€ 6.99). Los propietarios de The Last Standalone reciben un descuento en la versión completa de - Dawn of War II: Retribution.

## Nuevas unidades y/o actualizaciones
El modo multijugador introducirá la construcción de base en un pequeño grado, y cada facción obtendrá una Unidad de Avance de Habilidad Global. Retribution es un título independiente y no requiere la instalación de juegos anteriores de la serie para usar cualquiera de las facciones en el modo multijugador.

## Lanzamiento
Se lanzaron paquetes de razas específicas para cada una de las seis facciones dentro de la campaña, que contenían elementos especiales para esa raza en la campaña de Retribución, como armaduras, armas y accesorios. El paquete de raza de Orkos es un paquete exclusivo de Steam y los Tiránidos son exclusivos de la tienda en línea de THQ, aunque todos estuvieron disponibles como contenido descargable después del lanzamiento, y todos vienen en la caja minorista de Dawn of War II: Retribution Edición de colleccionista.
Los paquetes Wargear también fueron lanzados para el modo multijugador The Last Stand. Cada paquete agregó un nuevo wargear a una clase de héroe específico.
También se lanzaron dos paquetes DLC que agregaron nuevas subrazas para usar en el modo multijugador con modelos únicos y esquemas de color para las unidades del Capítulo de los Marines Espaciales Ángeles oscuros y Eldar Mundo Astronave Ulthwe. Un paquete de DLC similar que agregó el capítulo de los Marines Espaciales Ultramarines fue lanzado el 16 de agosto de 2011.
El Tau Crisis Suit Commander es otro héroe para el modo Last Stand disponible por descarga.

## Secuela
Relic había revelado que el trabajo había comenzado una secuela, pero con THQ cerrándose, se desconoce si el desarrollo ha continuado. Como SEGA no ha organizado un acuerdo de licencia con Games Workshop para Warhammer 40.000, a menos que esta situación cambie en el futuro, es probable que el desarrollo se haya detenido en otros títulos de Dawn of War. Sin embargo, una nueva página web con Dawn of War 3 fue abierta por Relic en septiembre de 2015. En octubre de 2015, PC Games News escribió que esperaban que Dawn Of War III se lanzará en 2016. Dawn of War III se mostró en la convención E3 2016 y se lanzó el 27 de abril de 2017.

## Recepción
El juego recibió críticas generalmente positivas después del lanzamiento. Recibió un puntaje promedio del 81.65% en GameRankings basado en 36 revisiones y 82/100 en Metacritic basado en 52 revisiones.